# Эчпочмак
Эчпочма́к (тат. өчпочмак, баш. өсбосмаҡ — «треугольник») — татарское, башкирское национальное блюдо, печёное изделие из дрожжевого, реже пресного теста, с начинкой из картофеля, мяса (как правило, говядины, баранины, гуся или утки) и лука.
Наряду с «чак-чаком» треугольник — одна из визитных карточек республики и наиболее распространённая «кулинарная» ассоциация с Татарстаном. Без «треугольников» не обходится ни одно торжественное застолье, их подают практически во всех ресторанах, кафе и столовых, а также в обычных продовольственных магазинах.

## Общая технология
Особенностью блюда является способ приготовления, при котором вся начинка в эчпочмак кладётся сырой. Также в процессе выпекания внутрь заливается мясной бульон через специальное отверстие вверху, данная особенность приготовления отличает его от большинства других подобных татарских блюд (самса, беляш, перемяч). Однако ныне эчпочмак часто готовится без заливания бульона и с закрытым верхом.
Для приготовления эчпочмака необходимы: мясо, яйца, картофель, мука, репчатый лук и сливочное масло.

## В культуре

Памятник эчпочмаку в Казани

Памятник эчпочмаку установили в 2016 году в Казани. Он стоит на небольшом постаменте, имеет в высоту и ширину около двух метров. Скульптура расположена в национальном комплексе «Туган Авылым» на улице Туфана Миннуллина.

## История
Гастрожурналист Роман Лошманов, не найдя ранних письменных свидетельств, полагает, что эчпочмак появился в XX веке как модификация бэлиша. При этом традиционно круглый бэлиш изменил форму на треугольную под влиянием, вероятно, узбекской самсы; а вместо картофеля раньше использовали крупу: полбу, пшено, рис.